# Кайзермюлен-ВМЦ
48°13′58″ пн. ш. 16°24′59″ сх. д. / 48.2329° пн. ш. 16.4165° сх. д.
«Кайзермюлен-Віденський міжнародний центр» (нім. Kaisermühlen – Vienna International Centre; також «Кайзермюлен-ВМЦ», «Кайзермюлен») — станція Віденського метрополітену, розміщена на лінії U1 між станціями «Донауінзель» та «Альте-Донау». Відкрита 3 вересня 1982 року у складі дільниці «Пратерштерн» — «Центрум-Кагран».
Розташована в 22-му районі Відня (Донауштадт), на території Віденського міжнародного центру (третя штаб-квартира ООН) в місцевості Кайзермлюлен.

## Назва
Повна назва станції мовою оригіналу: Kaisermühlen — Vienna International Centre — складається з двох частин, перша частина подається німецькою, друга — британською англійською. Також вживаються скорочені назви — Kaisermühlen-VIC, Kaisermühlen/VIC і коротка назва Kaisermühlen. Перша частина назви — від місцевості Кайзермюлен (у перекладі — «імператорські млини»), друга — від Віденського міжнародного центру.